# Velîke Pole, Berezne
Velîke Pole (în ucraineană Велике Поле) este localitatea de reședință a comunei Velîke Pole din raionul Berezne, regiunea Rivne, Ucraina.

## Demografie
Componența lingvistică a localității Velîke Pole
     Ucraineană (100%)
Conform recensământului din 2001, toată populația localității Velîke Pole era vorbitoare de ucraineană (100%).